# Sega Keita
Sega Keita (* 3. März 1992 in Orsay) ist ein französischer Fußballspieler.

## Karriere
Keita wuchs in der Banlieue von Paris auf und begann dort das Fußballspielen. Er wechselte zum ES Troyes AC und wurde ab der Saison 2008/09 in der zweiten Mannschaft eingesetzt. Gegen Ende der Saison gab er sein Debüt in der ersten Mannschaft in der zweiten Liga. Am Ende der Saison stieg der Klub in die dritte Liga ab, wo Keita regelmäßiger zum Einsatz kam. Gleichzeitig debütierte er im Oktober 2009 in der französischen U-18-Nationalmannschaft. Für diese und die U-19-Auswahl lief er fortan regelmäßig auf. Nachdem er sich in den folgenden Saisons bei dem wiederaufgestiegenen Klub nicht als Stammspieler etablieren konnte, wechselte Keita 2012 auf Leihbasis zum Drittligisten FC Rouen, wo er einen Stammplatz in der ersten Mannschaft erreichte. 2013 kehrte er zu Troyes zurück, wo er erneut kaum eine Rolle spielte und nur ein weiteres Ligaspiel bis zum Sommer 2014 bestritt. Anschließend war er ein halbes Jahr ohne Verein, ehe ihn der belgische Zweitligist AFC Tubize im Januar 2015 unter Vertrag nahm. Hier erzielte er in zweieinhalb Jahren zwölf Treffer in 62 Partien und ging dann Anfang 2018 weiter zu Toulouse Rodéo FC. Seit 2020 ist Keita anscheinend wieder vereinslos.